# Rengersfeld
Rengersfeld ist ein Ortsteil der Stadt Gersfeld (Rhön) im osthessischen Landkreis Fulda.

## Geographie
Das Dorf liegt südlich von Gersfeld im Biosphärenreservat Rhön. Östlich des Ortes verläuft die Bundesstraße 279.
Siedlungsplätze innerhalb der Gemarkung:
- Kalbenhof (Hof)[3]
- Töpfenmühle (Gehöftgruppe)[4]

## Geschichte

### Ortsgeschichte
Die älteste bekannte schriftliche Erwähnung von Rengersfeld erfolgte um das Jahr 1000.
Zum 31. Dezember 1970 wurde die bis dahin selbständige Gemeinde Rengersfeld im Zuge der Gebietsreform in Hessen in die Stadt Gersfeld eingemeindet
Für den Stadtteil Rengersfeld wurde, wie für die übrigen nach Gersfeld eingegliederten Gemeinden, ein Ortsbezirk eingerichtet.

### Verwaltungsgeschichte im Überblick
Die folgende Liste zeigt die Staaten und Verwaltungseinheiten, denen Rengersfeld angehört(e):
- vor 1806: Heiliges Römisches Reich, Herrschaft der Grafen von Frohberg (Ritterkanton Rhön-Werra, Buchisches Quartier), Herrschaftsgericht Gersfeld
- 1806–1818: Großherzogtum Würzburg[Anm. 2]
- 1820–1843: Königreich Bayern, Herrschaftsgericht Gersfeld, ausgeübt durch die Grafen von Frohberg
- ab 1843: Königreich Bayern, Regierungsbezirk Unterfranken und Aschaffenburg, Landgerichtsbezirk Bischofsheim
- ab 1862: Königreich Bayern, Regierungsbezirk Unterfranken, Bezirksamt Gersfeld[Anm. 3]
- ab 1867: Königreich Preußen,[Anm. 4] Provinz Hessen-Nassau, Regierungsbezirk Kassel, Kreis Gersfeld
- ab 1871: Deutsches Reich, Königreich Preußen, Provinz Hessen-Nassau, Regierungsbezirk Kassel, Kreis Gersfeld
- ab 1918: Deutsches Reich, Freistaat Preußen, Provinz Hessen-Nassau, Regierungsbezirk Kassel, Kreis Gersfeld
- ab 1932: Deutsches Reich, Freistaat Preußen, Provinz Hessen-Nassau, Regierungsbezirk Kassel, Landkreis Fulda
- ab 1944: Deutsches Reich, Freistaat Preußen, Provinz Kurhessen, Landkreis Fulda
- ab 1945: Deutsches Reich, Amerikanische Besatzungszone,[Anm. 5] Groß-Hessen, Regierungsbezirk Kassel, Landkreis Fulda
- ab 1946: Deutsches Reich, Amerikanische Besatzungszone, Hessen, Regierungsbezirk Kassel, Landkreis Fulda
- ab 1949: Bundesrepublik Deutschland, Hessen, Regierungsbezirk Kassel, Landkreis Fulda
- ab 1971: Bundesrepublik Deutschland, Hessen, Regierungsbezirk Kassel, Landkreis Fulda, Stadt Gersfeld (Rhön)

## Bevölkerung

### Einwohnerentwicklung
| Rengersfeld: Einwohnerzahlen von 1834 bis 2020 | Rengersfeld: Einwohnerzahlen von 1834 bis 2020 | Rengersfeld: Einwohnerzahlen von 1834 bis 2020 | Rengersfeld: Einwohnerzahlen von 1834 bis 2020 | Rengersfeld: Einwohnerzahlen von 1834 bis 2020 |
| --- | ---------------------------------------------- | ---------------------------------------------- | ---------------------------------------------- | ---------------------------------------------- |
| Jahr |                                                |                                                |                                                | Einwohner                                      |
| 1834 | 1834                                           |                                                | 162                                            | 162                                            |
| 1840 | 1840                                           |                                                | 162                                            | 162                                            |
| 1846 | 1846                                           |                                                | 161                                            | 161                                            |
| 1852 | 1852                                           |                                                | 157                                            | 157                                            |
| 1858 | 1858                                           |                                                | 165                                            | 165                                            |
| 1864 | 1864                                           |                                                | 161                                            | 161                                            |
| 1871 | 1871                                           |                                                | 169                                            | 169                                            |
| 1875 | 1875                                           |                                                | 150                                            | 150                                            |
| 1885 | 1885                                           |                                                | 165                                            | 165                                            |
| 1895 | 1895                                           |                                                | 136                                            | 136                                            |
| 1905 | 1905                                           |                                                | 160                                            | 160                                            |
| 1910 | 1910                                           |                                                | 145                                            | 145                                            |
| 1925 | 1925                                           |                                                | 146                                            | 146                                            |
| 1939 | 1939                                           |                                                | 124                                            | 124                                            |
| 1946 | 1946                                           |                                                | 185                                            | 185                                            |
| 1950 | 1950                                           |                                                | 168                                            | 168                                            |
| 1956 | 1956                                           |                                                | 136                                            | 136                                            |
| 1961 | 1961                                           |                                                | 146                                            | 146                                            |
| 1967 | 1967                                           |                                                | 157                                            | 157                                            |
| 1970 | 1970                                           |                                                | 155                                            | 155                                            |
| 1980 | 1980                                           |                                                | ?                                              | ?                                              |
| 1990 | 1990                                           |                                                | ?                                              | ?                                              |
| 2000 | 2000                                           |                                                | 176                                            | 176                                            |
| 2005 | 2005                                           |                                                | 166                                            | 166                                            |
| 2010 | 2010                                           |                                                | 162                                            | 162                                            |
| 2011 | 2011                                           |                                                | 156                                            | 156                                            |
| 2015 | 2015                                           |                                                | 152                                            | 152                                            |
| 2020 | 2020                                           |                                                | 169                                            | 169                                            |
| Datenquelle: Historisches Gemeindeverzeichnis für Hessen: Die Bevölkerung der Gemeinden 1834 bis 1967. Wiesbaden: Hessisches Statistisches Landesamt, 1968. Weitere Quellen: LAGIS:; Nach 1970 Stadt Gersfeld:; Zensus 2011 |                                                |                                                |                                                |                                                |

### Einwohnerstruktur 2011
Nach den Erhebungen des Zensus 2011 lebten am Stichtag dem 9. Mai 2011 in Rengersfeld 156 Einwohner. Darunter waren keine Ausländer. Nach dem Lebensalter waren 39 Einwohner unter 18 Jahren, 63 zwischen 18 und 49, 27 zwischen 50 und 64 und 24 Einwohner waren älter. Die Einwohner lebten in 57 Haushalten. Davon waren 18 Singlehaushalte, 15 Paare ohne Kinder und 24 Paare mit Kindern, sowie 3 Alleinerziehende und keine Wohngemeinschaften. In 9 Haushalten lebten ausschließlich Senioren/-innen und in 42 Haushaltungen lebten keine Senioren/-innen.

### Historische Religionszugehörigkeit
| • 1885: | 158 evangelische (= 98,7 %), 2 katholische (= 1,3 %) Einwohner |
| • 1961: | 135 evangelische (= 92,5 %), 8 katholische (= 5,5 %) Einwohner |

## Politik
Für Rengersfeld besteht ein Ortsbezirk (Gebiete der ehemaligen Gemeinde Rengersfeld) mit Ortsbeirat und Ortsvorsteher nach der Hessischen Gemeindeordnung. Der Ortsbeirat besteht aus drei Mitgliedern. Bei den Kommunalwahlen in Hessen 2021 betrug die Wahlbeteiligung zum Ortsbeirat 75,35 %. Alle Kandidaten gehörten der „Bürgerliste Rengersfeld“ an. Der Ortsbeirat wählte Christian Söhner zum Ortsvorsteher.